# Ileana
Ileana is een Roemeense gemeente in het district Călărași.
Ileana telt 3308 inwoners.